# Лісовогринівецька сільська рада
Лісовогриніве́цька сільська́ ра́да (до 2014 року — Лісовогриновецька) — колишній орган місцевого самоврядування Лісовогринівецької сільської об'єднаної територіальної громади Хмельницькому районі Хмельницької області.

## Склад ради
Рада складалася з 16 депутатів та голови (2010).
- Голова ради: Лежанський Василь Васильович

### Депутати
За результатами місцевих виборів 2010 року депутатами ради стали:

#### За суб'єктами висування
| Суб'єкт висування           | Кількість обраних депутатів | %    |
| --------------------------- | --------------------------- | ---- |
| Самовисування               | 14                          | 87,5 |
| Комуністична партія України | 1                           | 6,3  |
| Народна партія              | 1                           | 6,3  |

#### За округами
| № округу                    | Прізвище, ім'я, по батькові      | Дата визнання обраним | Освіта             | Партійна приналежність | Відомості про обраного депутата                  |
| --------------------------- | -------------------------------- | --------------------- | ------------------ | ---------------------- | ------------------------------------------------ |
| Комуністична партія України |                                  |                       |                    |                        |                                                  |
| 6                           | Шуприган Віктор Васильович       | 03.11.2010            | середня спеціальна | позапартійний          | ПАТ «Хмельницкгаз»                               |
| Народна Партія              |                                  |                       |                    |                        |                                                  |
| 14                          | Назаров Олексій Васильович       | 03.11.2010            | середня спеціальна | член Народної партії   | тимчасово не працює                              |
| Самовисування               |                                  |                       |                    |                        |                                                  |
| 1                           | Расіна Валентина Михайлівна      | 03.11.2010            | середня спеціальна | член Єдиного Центру    | п\п                                              |
| 2                           | Ангельський Анатолій Миколайович | 03.11.2010            | вища               | позапартійний          | Фермерське господарство Ангельського, директор   |
| 3                           | Статкевич Юрій Володимирович     | 03.11.2010            | середня спеціальна | позапартійний          | ТМ «Караван»                                     |
| 4                           | Міхалець Анатолій Володимирович  | 03.11.2010            | вища               | позапартійний          | пенсіонер                                        |
| 5                           | Міхалець Олена Михайлівна        | 03.11.2010            | вища               | позапартійна           | тимчасово не працює                              |
| 7                           | Кравчук Юрій Вікторович          | 03.11.2010            | незакінчена вища   | позапартійний          | ТОВ «Сага», менеджер                             |
| 8                           | Тарасов Михайло Петрович         | 03.11.2010            | вища               | позапартійний          | ДП «Основа»                                      |
| 9                           | Скубай Лариса Миколаївна         | 03.11.2010            | середня спеціальна | позапартійна           | пенсіонер                                        |
| 10                          | Мазур Тетяна Дмитрівна           | 03.11.2010            | середня спеціальна | позапартійна           | тех.працівник, хмельницькводоканал               |
| 11                          | Гулеватий Василь Євгенович       | 06.06.2011            | середня спеціальна | позапартійний          | АГНКС, оператор                                  |
| 12                          | Орловська Оксана Вікторівна      | 03.11.2010            | незакінчена вища   | позапартійна           | Лісовогринівецька загальноосвітня школа, вчитель |
| 13                          | Собко Олександр Володимирович    | 03.11.2010            | середня спеціальна | позапартійний          | п/п                                              |
| 15                          | Сімонов Микола Олексійович       | 03.11.2010            | середня спеціальна | позапартійний          | тимчасово не працює                              |
| 16                          | Божик Олександр Максимович       | 03.11.2010            | вища               | позапартійний          | п/п                                              |